# Curling-Weltmeisterschaft der Herren 1990
Die Curling-Weltmeisterschaft der Herren 1990 (offiziell: World Men’s Curling Championship 1990) war die 32. Austragung (inklusive Scotch Cup) der Welttitelkämpfe im Curling der Herren. Sie wurde vom 1. bis 7. April des Jahres in der schwedischen Stadt Västerås in den Rocklundahallen veranstaltet. 
Die Curling-Weltmeisterschaft der Herren wurde in einem Rundenturnier (Round Robin) zwischen den Mannschaften aus Schottland, Kanada, den Vereinigten Staaten, der Bundesrepublik Deutschland, Schweden, Norwegen, der Schweiz, Dänemark, Frankreich und Finnland ausgespielt. 
Die Spiele wurden auf zehn Ends angesetzt.
Die Schotten forderten in diesem Jahr den Rekordweltmeister Kanada im Finale heraus. Am Ende konnte Kanada nach einem 3:1 den 20. Herren-WM-Titel bejubeln. Da es kein Spiel um den dritten Platz gab, erhielten die beiden Halbfinalverlierer Dänemark und Schweden eine Bronzemedaille.

## Teilnehmende Nationen
| BR Deutschland | Dänemark | Finnland | Italien | Kanada |
| --- | --- | --- | --- | --- |
| EV Füssen, Füssen Skip: Andreas Kapp Third: Florian Zörgiebel Second: Cristopher Huber Lead: Ulrich Schneider Ersatz: Michael Schäffer Trainer: Rodger Gustaf Schmidt | Hvidovre CC, Hvidovre Skip: Tommy Stjerne Third: Per Berg Second: Peter Andersen Lead: Ivan Frederiksen Ersatz: Anders Søderblom | Hyvinkää CC, Hyvinkää Skip: Jussi Uusipaavalniemi Third: Jari Laukkanen Second: Jori Aro Lead: Marko Poikolainen Ersatz: Juhani Heinonen                                    | Tofane CC, Cortina d’Ampezzo Skip: Andrea Pavani Third: Fabio Alverà Second: Franco Sovilla Lead: Stefano Morona Ersatz: Stefano Zardini | Avonlea CC, Toronto, ON Skip: Ed Werenich Third: John Kawaja Second: Ian Tetley Lead: Pat Perroud Ersatz: Neil Harrison |
| Norwegen | Schottland | Schweden | Schweiz | Vereinigte Staaten |
| Snarøen CC, Oslo Skip: Eigil Ramsfjell Third: Sjur Loen Second: Niclas Järund Lead: Morten Skaug Ersatz: Flemming Davanger                                            | St. Martins CC, Perth Skip: David Smith Third: Mike Hay Second: Peter Smith Lead: David Hay                                      | Örnsköldsviks CK, Örnsköldsvik Skip: Lars-Åke Nordström Third: Christer Ödling Second: Peder Flemström Lead: Peter Nenzén Ersatz: Anders Gidlund Trainer: Stefan Hasselborg | Kloten CC, Kloten Skip: Daniel Model Third: Beat Stephan Second: Marc Brügger Lead: Lukas Fankhauser Ersatz: Michael H.-J. Lips          | Granite CC, Seattle, WA Skip: Doug Jones Third: Bard Nordlund Second: Murphy Tomlinson Lead: Tom Violette               |

## Tabelle der Round Robin
| Schlüssel | Schlüssel                      |
| --------- | ------------------------------ |
|           | Qualifiziert für die Play-offs |
|           | Tie-Breaker                    |

| Platz | Team               | Spiele | Siege | Ndlg. |
| ----- | ------------------ | ------ | ----- | ----- |
| 1.    | Dänemark           | 9      | 7     | 2     |
| 2.    | Schweden           | 9      | 7     | 2     |
| 3.    | Schottland         | 9      | 7     | 2     |
| 4.    | Kanada             | 9      | 7     | 2     |
| 5.    | Norwegen           | 9      | 5     | 4     |
| 6.    | Schweiz            | 9      | 4     | 5     |
| 7.    | Vereinigte Staaten | 9      | 4     | 5     |
| 8.    | Finnland           | 9      | 2     | 7     |
| 8.    | Italien            | 9      | 2     | 7     |
| 10.   | BR Deutschland     | 9      | 0     | 9     |

## Ergebnisse der Round Robin

### Runde 1
| Italien | Dänemark |
| 2       | 8        |

| Finnland | Norwegen |
| 4        | 10       |

| Schottland | Vereinigte Staaten |
| 5          | 3                  |

| Kanada | BR Deutschland |
| 7      | 1              |

| Schweden | Schweiz |
| 7        | 4       |

### Runde 2
| Schweden | Finnland |
| 11       | 1        |

| Vereinigte Staaten | Schweiz |
| 2                  | 6       |

| Italien | Kanada |
| 4       | 7      |

| Schottland | Dänemark |
| 3          | 9        |

| Norwegen | BR Deutschland |
| 9        | 3              |

### Runde 3
| BR Deutschland | Schweiz |
| 3              | 9       |

| Dänemark | Kanada |
| 6        | 7      |

| Norwegen | Schweden |
| 7        | 8        |

| Vereinigte Staaten | Italien |
| 8                  | 7       |

| Schottland | Finnland |
| 5          | 3        |

### Runde 4
| Dänemark | Norwegen |
| 8        | 2        |

| Schottland | Italien |
| 3          | 1       |

| Finnland | Schweiz |
| 4        | 5       |

| BR Deutschland | Schweden |
| 4              | 5        |

| Kanada | Vereinigte Staaten |
| 7      | 4                  |

### Runde 5
| Schottland | Schweden |
| 1          | 3        |

| Norwegen | Vereinigte Staaten |
| 6        | 3                  |

| Dänemark | BR Deutschland |
| 8        | 2              |

| Finnland | Kanada |
| 2        | 8      |

| Schweiz | Italien |
| 3       | 2       |

### Runde 6
| Schweiz | Kanada |
| 5       | 7      |

| Italien | BR Deutschland |
| 7       | 1              |

| Vereinigte Staaten | Finnland |
| 3                  | 5        |

| Norwegen | Schottland |
| 5        | 6          |

| Dänemark | Schweden |
| 6        | 3        |

### Runde 7
| Finnland | Italien |
| 4        | 5       |

| Schweiz | Dänemark |
| 4       | 7        |

| Kanada | Norwegen |
| 6      | 4        |

| Schweden | Vereinigte Staaten |
| 5        | 6                  |

| BR Deutschland | Schottland |
| 2              | 3          |

### Runde 8
| Vereinigte Staaten | BR Deutschland |
| 5                  | 2              |

| Kanada | Schweden |
| 6      | 7        |

| Schweiz | Schottland |
| 4       | 5          |

| Dänemark | Finnland |
| 8        | 3        |

| Italien | Norwegen |
| 4       | 7        |

### Runde 9
| Kanada | Schottland |
| 5      | 9          |

| BR Deutschland | Finnland |
| 3              | 6        |

| Schweden | Italien |
| 8        | 6       |

| Schweiz | Norwegen |
| 4       | 9        |

| Vereinigte Staaten | Dänemark |
| 7                  | 3        |

## Tie-Breaker
Die punktgleichen Mannschaften aus Finnland und Italien spielten die Platzierungen 8 und 9 aus. 
| Italien | Finnland |
| 6       | 7        |

## Play-off

### Turnierbaum
|  | Halbfinale | Halbfinale | Halbfinale |  |  | Finale | Finale     | Finale |
|  |            |            |            |  |  |        |            |        |
|  |            |            |            |  |  |        |            |        |
|  | 1          | Dänemark   | 4          |  |  |        |            |        |
|  | 4          | Kanada     | 5          |  |  |        |            |        |
|  |            |            |            |  |  | 4      | Kanada     | 3      |
|  |            |            |            |  |  | 3      | Schottland | 1      |
|  | 2          | Schweden   | 3          |  |  |        |            |        |
|  | 3          | Schottland | 5          |  |  |        |            |        |
|  |            |            |            |  |  |        |            |        |

### Halbfinale
| Schottland | Schweden |
| 5          | 3        |

| Dänemark | Kanada |
| 4        | 5      |

### Finale
| Schottland | Kanada |
| 1          | 3      |

## Endstand
| Platz | Land               |
| ----- | ------------------ |
| 1     | Kanada             |
| 2     | Schottland         |
| 3     | Dänemark           |
| 3     | Schweden           |
| 5     | Norwegen           |
| 6     | Schweiz            |
| 7     | Vereinigte Staaten |
| 8     | Finnland           |
| 9     | Italien            |
| 10    | BR Deutschland     |